# 泰塞伊鎮
泰塞伊鎮是阿根廷的城鎮，位於該國東北部布宜諾斯艾利斯以西，由布宜諾斯艾利斯省負責管轄，海拔高度15米，是重要的商業中心，2001年人口60,165。